# Kuala Belait
Kuala Belait – miasto w Brunei, nad rzeką Belait, w pobliżu ujścia do Morza Południowochińskiego, liczy ponad 30 tys. mieszkańców (2013). Stolica dystryktu Belait, położonego w zachodniej części państwa. Jest drugim co do wielkości miastem Brunei. Jeden z 2 głównych portów Brunei, ośrodek zagłębia naftowego (szyby przybrzeżne).